# Tha Doggfather
| Оценки критиков               | Оценки критиков                                                                    |
| Источник                      | Оценка                                                                             |
| ----------------------------- | ---------------------------------------------------------------------------------- |
| AllMusic                      | 3 из 5 звёзд · 3 из 5 звёзд · 3 из 5 звёзд · 3 из 5 звёзд · 3 из 5 звёзд           |
| Entertainment Weekly          | B+                                                                                 |
| Muzik                         | 3 из 5 звёзд · 3 из 5 звёзд · 3 из 5 звёзд · 3 из 5 звёзд · 3 из 5 звёзд           |
| Los Angeles Times             | 2,5 из 4 звёзд · 2,5 из 4 звёзд · 2,5 из 4 звёзд · 2,5 из 4 звёзд                  |
| The New York Times            | favorable                                                                          |
| The Rolling Stone Album Guide | 2,5 из 5 звёзд · 2,5 из 5 звёзд · 2,5 из 5 звёзд · 2,5 из 5 звёзд · 2,5 из 5 звёзд |
| USA Today                     | 3 из 4 звёзд · 3 из 4 звёзд · 3 из 4 звёзд · 3 из 4 звёзд                          |

Tha Doggfather — второй альбом американского рэпера Snoop Doggy Dogg, выпущенный в 1996 году на лейблах Death Row Records\Interscope Records и посвященный близкому другу рэпера 2Pac. Перевыпущен 11 июля 2005 года. Идея названия альбома, как и передняя обложка альбома, взяты из фильма «Крёстный отец».

## Об альбоме
Несмотря на то, что альбом дебютировал на первом месте чарта Billboard 200 в первую неделю продаж с числом 478 971 проданных копий, в сумме, коммерчески альбом провалился по сравнению с другим релизом от Death Row Records, — The Don Killuminati: The 7 Day Theory — посмертным альбомом Тупака Шакура. Отчасти такой провал объясняется тем, что гангста-рэп утратил свою популярность и тем, что в рэпе теперь доминирует восточное побережье США, а не западное.
В отличие от его дебютного альбома Doggystyle, в этом альбоме, Снуп не использовал стиль G-Funk, так как, Дре не продюсировал альбом. В целом, звучание альбома изменилось. Вместо G-Funk в альбоме в большом количестве используется R&B. Тексты также изменились. Теперь они не такие агрессивные, а более спокойные, расслабленные. В этом альбоме Снуп позиционирует себя лидером мафии, в отличие от дебютного альбома, где Снуп позиционирует себя уличным гангстером. Такое изменение Снуп объяснил так: «Я захотел принести что-нибудь позитивное в жизнь гангстера. Теперь у меня два ребёнка, жена и соответственно новая жизнь. Теперь я не хочу приносить в свою музыку жестокость, плохою атмосферу. Ту которую Death Row хочет, чтобы я приносил…».
Альбом был встречен смешанными отзывами критиков. Некоторые хвалили Снупа за то, что он принес что-то позитивное в свою музыку, а другие критиковали за отказ от своего стиля.
В продюсировании альбома не принял участие Др. Дре, так как после смерти Тупака он покинул Death Row Records. Вместо Dre альбом спродюсировали его друзья и знакомые. «Tha Doggfather» стал последним альбомом Снуп Догга на лейбле Death Row Records.

## Список композиций
| #  | Название                     | Гость(и)                                            | Продюсер(ы)                    | Семплы                                     | Время |
| -- | ---------------------------- | --------------------------------------------------- | ------------------------------ | ------------------------------------------ | ----- |
| 1  | Intro                        |                                                     |                                |                                            | 0:46  |
| 2  | Doggfather                   | Charlie Wilson                                      | Dat Nigga Daz                  | Humpin' by Gap Band                        | 3:57  |
| 3  | Ride 4 Me (Interlude)        |                                                     |                                |                                            | 1:01  |
| 4  | Up Jump tha Boogie           | Kurupt Tha King Pin                                 | DJ Pooh                        |                                            | 4:43  |
| 5  | Freestyle Conversation       |                                                     | Soopafly                       |                                            | 4:17  |
| 6  | When I Grow Up (Interlude)   |                                                     |                                |                                            | 0:37  |
| 7  | Snoop Bounce                 | Charlie Wilson                                      | DJ Pooh                        | More Bounce To The Ounce by Roger Troutman | 4:03  |
| 8  | Gold Rush                    | Kurupt Tha King Pin и LBC Crew                      | Arkim & Flair                  |                                            | 4:52  |
| 9  | (Tear 'Em Off) Me & My Doggz |                                                     | L.T. Hutton                    |                                            | 3:31  |
| 10 | You Thought                  | Too Short, Soopafly                                 | Soopafly                       |                                            | 4:44  |
| 11 | Vapors                       |                                                     | DJ Pooh                        | Vapors by Biz Markie                       | 4:21  |
| 12 | Groupie                      | Tha Dogg Pound, Nate Dogg, Warren G, Charlie Wilson | Dat Nigga Daz,                 |                                            | 5:06  |
| 13 | 2001                         | Nate Dogg                                           | DJ Pooh,                       |                                            | 3:32  |
| 14 | Sixx Minutes                 |                                                     | Arkim & Flair                  | The Show by Doug E. Fresh и Slick Rick     | 4:40  |
| 15 | (O.J.) Wake Up               | Tray Deee                                           | Snoop Doggy Dogg и L.T. Hutton | It’s Like That by Run-D.M.C.               | 4:43  |
| 16 | Snoop’s Upside Ya Head       | Charlie Wilson                                      | DJ Pooh                        | Oops Upside Your Head by Gap Band          | 4:30  |
| 17 | Blueberry                    | Tha Dogg Pound и LBC Crew                           | Sam Sneed                      |                                            | 4:15  |
| 18 | Traffic Jam (Interlude)      |                                                     |                                |                                            | 0:34  |
| 19 | Doggyland                    |                                                     | DJ Pooh                        | The Love You Save by The Jackson 5         | 4:39  |
| 20 | Downtown Assassins           | Dat Nigga Daz, Tray Deee                            | Dat Nigga Daz                  |                                            | 4:22  |
| 21 | Outro                        | 2Pac                                                | Dat Nigga Daz                  |                                            | 0:42  |

- «Work It Out» feat. Shaquille O’Neal & Mista Grimm
- «Dogg Collar» feat. Lady «V», KV, Big Pimpin', 6’9, Twin & Bad Azz
- «Just Watching» feat. 2Pac & Tha Dogg Pound
- «Street Life» feat. 2Pac, Val Young & Prince Ital Joe

(*) вырезанные из альбома композиции

## Семплы
| - «Doggfather» - Charlie Wilson — «Humpin» - «Ride 4 Me» (Interlude) - Faze-O — «Ridin’ High» - «Snoop Bounce» - Zapp & Roger — «More Bounce to the Ounce» - «Vapors» - Biz Markie — «Vapors» - «Sixx Minutes» - Slick Rick — «The Show» | - «(O.J.) Wake Up» - Run-DMC — «It’s Like That» - «Snoop’s Upside Ya Head» - The Gap Band — «Oops Upside Your Head» - «Doggyland» - The Jackson 5 — «The Love You Save» |

## Чарты
| Чарт              | Позиция |
| ----------------- | ------- |
| Billboard Hot 200 | 1       |
| Billboard R&B 100 | 1       |
| UK Top 75         | 15      |
| Australia Top 100 | 12      |
| Canada Top 100    | 2       |